# Parafia Najświętszego Serca Pana Jezusa w Laskowcu
Parafia pw. Najświętszego Serca Pana Jezusa w Laskowcu – rzymskokatolicka parafia należąca do dekanatu Mońki, archidiecezji białostockiej, metropolii białostockiej. Siedziba parafii znajduje się w Laskowcu.

## Historia parafii
Proboszcz parafii Giełczyn ks. Józef Stefanowicz, w roku 1928 pobudował drewnianą kaplicę pw. Najświętszego Serca Jezusowego w Laskowcu. Dzięki wysiłkom proboszcza ks. Mariana Wysockiego i parafian w latach 1988–1993, zbudowano nową murowaną świątynię według projektu inż. arch. Antoniego Makarewicza. Kościół został konsekrowany 25 czerwca 1995 r. przez abpa Stanisława Szymeckiego.

## Miejsca kultu
- Kościół Najświętszego Serca Pana Jezusa w Laskowcu – kościół parafialny
- Cmentarz parafialny – cmentarz grzebalny o powierzchni 3 ha w odległości 1,5 km od kościoła.

## Zasięg parafii
W granicach parafii znajdują się miejscowości:
- Laskowiec
- Brzeziny
- Kleszcze
- Zajki

## Proboszczowie
- ks. Leon Piotrowski (1958)
- ks. Marian Wysocki (1988–1993)
- ks. mgr Marek Wojszko
- ks. Stanisław Jakubowicz
- Ks. Jerzy Lachowicz (od 2020)[3]
- ks. Piotr Zimnnoch (od 2021)[2]